# S-Boot

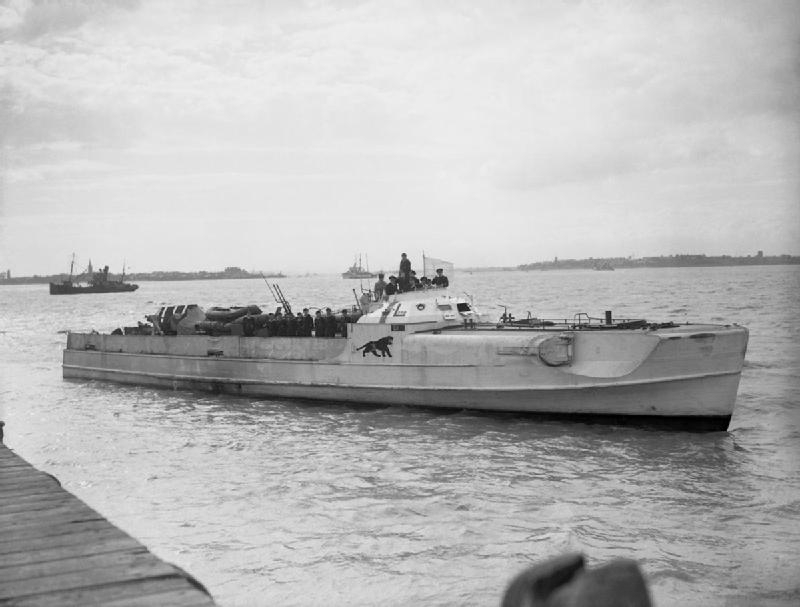
Una S-boote si arrende alla Royal Navy nel 1945

Le S-boote o Schnellboote (battelli veloci) furono le principali motosiluranti della Kriegsmarine tedesca durante la seconda guerra mondiale.

## Lo sviluppo
Le Schnellboote furono definite da molti esperti navali come le migliori realizzazioni della loro categoria. Per varie ragioni, quelle che poi diverranno le marine da guerra dell'Asse fruirono di un'insuperata esperienza nel campo delle unità veloci, di cui si intraprese la costruzione già nel periodo precedente la prima guerra mondiale.
Inizialmente queste unità furono definite Unterseeboot Zerstörer (cacciasommergibili) e Motoscafi Anti-Sommergibili (MAS) o Motobarche Armate, in quanto fu attribuita loro un'importante missione antisommergibili. In seguito la Kaiserliche Marine (marina imperiale) adottò la designazione di Luftschiffmotorenboot (battello con motore di aeronave) o L-Boote e, quindi, dal novembre 1917, le unità divennero LM-Boote, con lo stesso significato. Questi motoscafi ebbero motori per dirigibile Maybach da 240CV e furono armati con un cannone da 37 mm o un siluro e varie mitragliatrici. Il loro impiego, soprattutto nel Mar Baltico e nel Mare del Nord, tuttavia, non ebbe particolare successo. Dopo la sconfitta nella Prima guerra mondiale, la Germania fu oggetto di pesanti restrizioni in campo militare, sancite dal Trattato di Versailles, ma le potenze vincitrici non ritennero di prestare particolare attenzione alle motosiluranti, lasciando così mano libera alla Reichsmarine.
Nel 1923 la Reichsmarine incaricò il capitano di vascello Walter Lohmann e il tenente di vascello Friedrich Ruge di avviare un programma di sviluppo di unità costiere veloci, nascondendo i progetti sotto sigle di copertura e facendo ricorso a uffici tecnici privati. La loro attività passò inosservata alla commissione alleata di controllo dell'armistizio ma non all'opposizione parlamentare, contraria al riarmo della Germania, per cui nel 1928 Lohmann fu costretto alle dimissioni. Il programma, comunque, andò avanti ugualmente. Già nel 1926 lo studio Abeking & Rasmussen progettò la K-Boot sperimentale, ispirandosi da vicino alla Coastal Motor Boat della Thornycroft inglese. Ne nacque un motoscafo di circa 18 m di lunghezza, con due motori a benzina da 450CV, armato con due tubi lanciasiluri da 457mm rivolti all'indietro. Contemporaneamente, i cantieri Lürssen costruirono su iniziativa privata una motosilurante leggermente più grande, indicata come Lür, lunga poco meno di 20 m e spinta da tre motori Maybach da 450CV. La costruzione era in mogano, con chiglia arrotondata, di disegno simile a quello dell'Express Motor Cruiser da turismo che negli anni '20 aveva successo sul mercato americano. Entrambe queste unità furono accuratamente valutate, ma l'attenzione dell'Ammiragliato tedesco si appuntò sull'Oheka II, un motoryacht di 22,50 m con tre motori Maybach da 550CV, costruito dalla Lürssen per il banchiere Otto Herman Kahn. Questo battello aveva una struttura in lega leggera rivestita in legno e offriva ottime doti marine. Un'unità di questo tipo fu ordinata dalla Reichsmarine nel novembre 1929 come UZ(S) 16, cioè Unterseeboot Zerstörer (Schnell), ma nel 1932 divenne Schnellboot 1, S-boot 1 o S-1.

## Una grande varietà
L'S-1 entrò in servizio il 7 agosto 1930 e da allora la Kriegsmarine ricevette una grande varietà di tipi e di classi di motosiluranti. Queste piccole unità non avevano un nome individuale ma erano contraddistinte dal prefisso S e da un numero; la sigla della prima unità di ogni nuova classe ne costituiva il nome. Dopo il prototipo S-1 furono costruite quattro S-2, estremamente simili alla precedente ma leggermente più grandi e con diverse modifiche di dettaglio; i loro motori erano tre Daimler-Benz BFz a 12 cilindri a V con compressore, da 1100 CV e inizialmente ebbero anche un motore ausiliario Maybach da 100CV per la marcia silenziosa che, tuttavia, fu presto sbarcato perché ritenuto inutile.
Lo sviluppo delle Schnellboote fu caratterizzato dalla continua crescita e, infatti, le S-7, entrate in servizio tra l'ottobre del 1934 e il dicembre del 1935, erano dei bei motoscafi con la prua allungata di 4,50 m e un dislocamento di 68t. Questi battelli avevano una linea tradizionale, con la prua piuttosto verticale e lo specchio di poppa completamente piatto e verticale. Le S-7 non erano sufficientemente veloci per la Kriegsmarine, che ne ebbe soltanto sette, ma interessarono alcune marine straniere: la Cina ne volle tre, 5 andarono alla Bulgaria e 8 alla Jugoslavia. La classe S-14 del 1936 era ancora più grande per accogliere un motore MAN L 11/Zu Diesel a 11 cilindri ma anche questa versione venne costruita soltanto in due unità. Partendo dal progetto dell'S-7, nel 1938 fu avviata la costruzione di otto S-18, con tre nuovi motori Daimler-Benz MB 501 Diesel da 2050CV, con i quali i battelli arrivavano a 39,5 nodi (73 km/h). Sempre sulla base dello stesso progetto, nel 1939 e nel 1940 furono costruite quattro S-26, immediatamente riconoscibili per un castello di prua che nascondeva i due tubi lanciasiluri da 533mm, dando alla prora di queste unità un aspetto caratteristico che sarà mantenuto da tutte le classi successive. Le S-26 arrivarono a 35 m e a 84 t.
Mentre erano in produzione le S-26, la Lürssen sviluppò un nuovo tipo su richiesta della Cina, basandosi sul progetto di alcune navi della classe S-7. Si trattava dell'S-30, un battello leggermente più piccolo, lungo 32,80m e con un dislocamento di 70t, che, con tre motori MB 502 da 2000CV, raggiungeva i 36 nodi (67 km/h). Il governo tedesco bloccò la vendita e la Kriegsmarine incamerò le prime otto unità e ne ottenne altre otto, tutte con prua modificata per incorporare i lanciasiluri. La produzione delle S-26 riprese nel 1939 con una versione, l'S-38, oggetto di modifiche e varianti, costruita in 91 unità. La sottoclasse S-38b, in costruzione a partire dall'S-69, era il risultato di un progetto maturo e altamente efficace, dalla lunghezza di circa 35m e con dislocamento standard di 84t e 104t a pieno carico. I suoi motori erano i Daimler-Benz MB 511 a 12 cilindri, raffreddati a liquido, da 2200CV che consentivano una velocità massima di 39,5 nodi. Le S-38b erano normalmente armate con due lanciasiluri da 533mm più un cannone Rheinmetall MG C/38 da 20mm in postazione prodiera, un impianto binato Zwillingsockel 36 con due mitragliatrici MG 34 da 7,92 mm a centro nave e un cannone Bofors Flak 28 da 40 mm a poppavia; il suo equipaggio variava tra 21 e 30 persone. Con poche modifiche, la classe S 38 diede vita, nel 1943, all'S-100, costruita in 81 unità, alcune delle quali ebbero modifiche sperimentali. Si tornò a unità molto più piccole con le otto S-151 che erano motosiluranti olandesi Gusto, prodotte su licenza inglese. Queste unità erano state catturate incomplete a Scheidam, nei Paesi Bassi, nel maggio 1940 ed erano state in seguito completate. Bisogna ricordare inoltre le 12 Leichte-Schnellboote, motosiluranti leggere progettate per essere trasportate a bordo degli incrociatori ausiliari e dei sottomarini, per compiere colpi di mano con siluri o stendere campi minati. Questi battelli erano lunghi 12,50 m e dislocavano circa 10t. Il prototipo fu costruito dal cantiere Naglo e le 11 unità successive dalla Dornier. Questi motoscafi ebbero almeno due soluzioni motrici: due Daimler-Benz MB 507 da 850CV oppure due Jumo 205 aeronautici da 700CV. L'armamento prevedeva due siluri da 450mm o mine marine e una torretta aeronautica HD 151 con un cannone Mauser MG 151/20 da 20mm. Le LS non vennero mai impiegate in correlazione con i sommergibili ma tre di esse furono imbarcate sulle navi corsare Komet, Kormoran e Michel e le restanti furono dislocate nel Mar Egeo, che avevano raggiunto per ferrovia.

## La costruzione
Prendendo come esempio la classe S-38b troviamo un impianto propulsivo costituito da tre Daimler-Benz MB 511; questi motori erano, in pratica, gli MB 501 Diesel a 20 cilindri a V dotati di sovralimentatori meccanici che ne aumentavano la potenza a 2500CV. Gli scafi, costruiti dalla Lürssen di Vegesack, dai cantieri Schlichtling di Travemünde, dalla Gusto di Schiedam (nei Paesi Bassi) e dalla Danziger Waggonfabrik di Danzica, erano in legno di quercia e pino con ordinate in lega leggera d'alluminio, con alcune paratie in acciaio, così come d'acciaio erano i supporti dei motori. La parte esterna dello scafo era in cedro e mogano, mentre il ponte era in pino dell'Oregon rivestito di tela verniciata.
L'armamento principale era costituito da due tubi lanciasiluri prodieri da 533mm, che potevano essere mantenuti carichi, per cui, utilizzando le quattro culle esterne, la dotazione totale dei siluri poteva arrivare a sei, anche se normalmente non se ne imbarcavano più di quattro; soprattutto sulle unità che avevano il ponte di comando protetto (chiamato Kalotte), i siluri di riserva non venivano quasi mai trasportati per risparmiare peso. Normalmente i siluri erano i G 7a da 1528 kg ma dal giugno 1944 si aggiunsero i T 3d Dackel a grande raggio da 2216 kg e i T 5a Zaunkönig ad autoguida acustica da 1497 kg. L'armamento secondario normalmente comprendeva un cannone Rheinmetall MG C/38 da 20mm, brandeggiabile a mano, da una postazione a prua, con installazione Drehkranzlafette 41; su alcune unità vi era anche un'installazione Flakvierling con quattro armi che, tuttavia, richiedeva ben 7-8 serventi. A poppavia vi era la postazione per un cannone svedese Bofors Flak 28 da 40mm costruito su licenza, anch'esso con necessità di 7 serventi. Sulle S-100 il suo posto venne preso da una torretta con un'arma antiaerea da 3,7 cm Flak che richiedeva solo 3-4 serventi. Infine, a centro nave vi era uno Zwillingsockel 36 con due mitragliatrici Mauser MG 34 da 7,92 mm.
Facevano parte dell'armamento anche 8 bombe di profondità, bombe a mano a disposizione dell'equipaggio e mine di vario tipo. Queste unità erano dotate di efficienti idrofoni ma raramente montavano un radar, in quanto di norma operavano in contatto radio continuo con le stazioni di scoperta a terra. Tuttavia, verso la fine del 1943, su alcune Schnellboote venne montato un radar FuMo 71 Liechtenstein B/C di derivazione aeronautica. Al contrario, a guerra inoltrata, le motosiluranti tedesche poterono essere fornite di diversi tipi di sistemi di scoperta passiva, basati sull'intercettazione delle emissioni radar nemiche, come il FuMB Ant 3 Bali 1, il FuMB 32 Flores, il FuMB 24 Cuba 1a, i FuMB 23 e 28 Naxos o il FuMB 26 Tunis.

## In guerra
Le Schnellboote della Kriegsmarine avevano quali bersagli principali i convogli alleati e, durante la Seconda guerra mondiale, circa 230 unità affondarono 101 navi mercantili per complessive 214.728t. Non mancarono però i bersagli prettamente militari e gli equipaggi si aggiudicarono la distruzione di 12 cacciatorpediniere, 11 dragamine, 8 unità per operazioni anfibie, 6 motosiluranti, due cannoniere, una torpediniera, un posamine e un sommergibile. Risultati considerevoli vennero ottenuti anche con le mine: 37 mercantili per complessive 148.535 t, un cacciatorpediniere, due dragamine e 4 unità da sbarco.
In tutto, si può ascrivere all'operato delle Schnellboote l'affondamento di 187 navi nemiche. Queste motosiluranti operarono nella Manica, nel Baltico, nel Mare del Nord, nel Mare di Barents, nel Mediterraneo e nel Mar Nero. Le S-boote, che gli inglesi chiamavano E-boats (Enemy Boats, battelli nemici), entrarono in azione il 10 maggio 1940, quando danneggiarono gravemente il cacciatorpediniere HMS Kelly, e nella notte tra il 20 e il 21 giugno iniziarono la loro attività contro il traffico mercantile britannico. Ben presto i marinai cominciarono a parlare di "E-Boats Alley" (Viale delle motosiluranti), in quanto, soprattutto per distogliere i reparti aerei della RAF dalla difesa aerea, i motoscafi tedeschi attaccavano incessantemente e in pieno giorno. La situazione mutò quando anche gli inglesi poterono mettere in mare una forza di motosiluranti e motocannoniere. Tuttavia le S-boote continuarono a combattere accanitamente fino alla fine del conflitto e, unitamente ai sommergibili, furono le ultime ad arrendersi.
L'S-204 della 4. Schnellbootsflotille, il cui equipaggiò si consegnò alla Royal Navy il 13 maggio 1945 fu l'ultima unità navale tedesca in assoluto ad accettare la resa. Tra i successi della flotta del Capitano di vascello Rudolf Petersen, Führer der Schnellboote (comandante delle motosiluranti), va annoverato anche il rovescio alleato di Slapton Sands nella notte tra il 27 e il 28 aprile 1944, quando vennero affondate due unità da sbarco americane e una terza fu danneggiata, con la morte di 639 americani che si stavano addestrando per il D-Day.

## MC 485
Nel dopoguerra una di queste unità venne acquistata dalla Marina Militare italiana nel mercato dell'usato e dopo lavori di ripristino venne immessa in servizio come MC 485, operando sino al 1965.